# Doryphoribius
Doryphoribius là một chi gấu nước trong ngành Tardigrada, lớp Eutardigrada.

## Các loài[1]
- Doryphoribius bertolanii Beasley and Pilato, 1987
- Doryphoribius doryphorus (Binda and Pilato, 1969)
- Doryphoribius dupliglobulatus Ito, 1995
- Doryphoribius evelinae (Marcus, 1928)
- Doryphoribius flavus (Iharos, 1966)
- Doryphoribius gibber Beasley and Pilato, 1987
- Doryphoribius koreanus Moon, Kim and Bertolani, 1994
- Doryphoribius korganovae Biserov, 1994
- Doryphoribius macrodon Binda, Pilato and Dastych, 1980
- Doryphoribius maranguensis Binda and Pilato, 1995
- Doryphoribius mariae Pilato and Binda, 1991
- Doryphoribius neglectus Pilato and Lisi, 2004
- Doryphoribius pilatoi Bertolani, 1984
- Doryphoribius polynettae Biserov, 1988
- Doryphoribius qinlingense Li, Su and Yu, 2004
- Doryphoribius quadrituberculatus Kaczmarek and Michalczyk, 2004
- Doryphoribius turkmenicus Biserov, 1999
- Doryphoribius zappalai Pilato 1971
- Doryphoribius zyxiglobus (Horning, Schuster and Grigarick, 1978)